# Fritillaire du Dauphiné
Fritillaria tubiformis
Espèce
La Fritillaire du Dauphiné (Fritillaria tubiformis) est une espèce de plantes à fleurs de la famille des Liliacées.